# Barueri
Barueri is een gemeente in de Braziliaanse deelstaat São Paulo. De gemeente telt 270.173 inwoners (schatting 2009).

## Geografie

### Hydrografie
De stad ligt aan de rivier de Tietê die deel uitmaakt van de gemeentegrens. De rivieren de Barueri, Cotia en Ribeirão Cabuçu monden uit in de Tietê en maken deel uit van de gemeentegrens.

### Aangrenzende gemeenten
De gemeente grenst aan Carapicuíba, Itapevi, Jandira, Osasco en Santana de Parnaíba.